# Henri Hubinon
Henri Hubinon was een Belgische atleet, die gespecialiseerd was in het kogelstoten en het discuswerpen. Hij veroverde zes Belgische titels. 

## Biografie
Henri Hubinon werd in 1904 de eerste Belgisch kampioen in het kogelstoten. Tot 1908 veroverde hij vijf opeenvolgende titels. Hij werd ook de eerste Belgische recordhouder. Hij bracht dit record in 1908 tot 12,18 m. Ook in het discuswerpen verbeterde hij in 1907 het Belgisch record van Oscar Dejong tot 35,10 m. Tijdens een internationale wedstrijd tussen Racing Club Brussel en Stade Français bracht hij dit record naar 37,23 m. In 1910 werd hij voor de zesde keer Belgisch kampioen kogelstoten.
Hubinon was aangesloten bij Daring Club Brussel. Na zijn actieve carrière was hij scheidsrechter en lid van de overgangscommissie bij de Koninklijke Belgische Atletiekbond. Hij was ook lid van het Brabants provinciaal comité van de Koninklijke Belgische Voetbalbond. Hij overleed in 1942 in Mettet.

## Belgische kampioenschappen
| Onderdeel   | Jaar                               |
| ----------- | ---------------------------------- |
| kogelstoten | 1904, 1905, 1906, 1907, 1908, 1910 |

## Persoonlijke records
| Onderdeel    | Prestatie       | Datum        | Plaats  |
| ------------ | --------------- | ------------ | ------- |
| kogelstoten  | 12,18 m (ex NR) | 1908         | Brussel |
| discuswerpen | 37,23 m (ex NR) | 14 juli 1907 | Ukkel   |

## Palmares

### kogelstoten
- 1904:  BK AC – 10,63 m
- 1905:  BK AC – 11,07 m
- 1906:  BK AC – 11,76 m
- 1907:  BK AC – 11,55 m
- 1908:  BK AC – 12,15 m
- 1910:  BK AC – 11,85 m
- 1913:  BK AC – 10,66 m
- 1914:  BK AC – 11,09 m

### discuswerpen
- 1913:  BK AC – 33,63 m